# Neocolonialismo

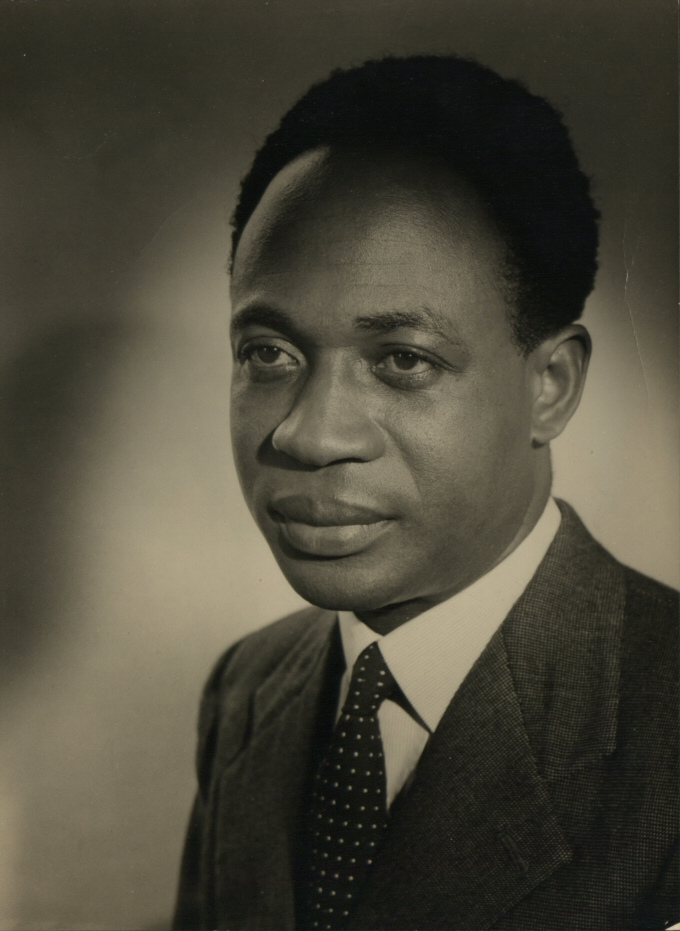
Imagen de Kwame Nkrumah, político y filósofo panafricanista líder de la independencia de Ghana.

El neocolonialismo es una forma de dominación que sucede al colonialismo clásico, caracterizada por el control indirecto que potencias o empresas extranjeras ejercen sobre países formalmente independientes, especialmente mediante mecanismos económicos, financieros, comerciales y culturales. En lugar de una ocupación militar directa, el neocolonialismo opera a través de influencias como la deuda externa, la inversión extranjera condicionada, la presión diplomática, el imperialismo cultural o la imposición de modelos económicos.
El término comenzó a usarse ampliamente en el siglo XVIII, sobre todo en el contexto de la descolonización de África, Asia y América Latina, cuando muchas naciones recién independizadas continuaron bajo estructuras de dependencia respecto de las antiguas potencias coloniales o de nuevas potencias globales. A diferencia del colonialismo clásico, el neocolonialismo no requiere de la presencia de colonos ni de administración directa desde una metrópoli, aunque mantiene relaciones desiguales de poder y subordinación.

## Causas
Tras la liberación política de las colonias, se mantuvieron generalmente las antiguas estructuras económicas. La dependencia de las importaciones de la metrópolis, la concentración de la producción en ciertas materias primas para exportar a Europa y la carencia de los medios técnicos y del capital, y la conservación en ciertos casos de la propiedad de la industria en manos de colonizadores suponen la continuación del control económico sobre estos países.
La devaluación de las materias primas que exportan y la venta de bienes manufacturados de mayor valor añadido generan un déficit comercial nocivo para estos países. La ilegítima deuda externa asumida por muchos países es también un factor relevante en el proceso. 

El neocolonialismo es el control y la tutela que siguen ejerciendo las potencias coloniales, sobre sus antiguas colonias. La descolonización no supuso independencia económica para los países denominados "subdesarrollados", sino que los estados imperialistas se encargaron de organizar la economía y la política mundial, de manera que se conservase la explotación colonial. El neocolonialismo sería la herencia del colonialismo histórico y a la vez, la continuidad del sistema capitalista globalizador. Esta nueva fase permite seguir con el sometimiento, hoy en día sin una ocupación y control directo sino más bien a través de complejas estrategias económicas y políticas.
“La tendencia profunda del capitalismo se ha abierto camino y hoy la expansión ya no requiere la anexión de territorios y su cobijo dentro de fronteras nacionales. Hoy la expansión capitalista “salta” las fronteras e invade los territorios sin necesidad de conquistarlos y anexionarlos”. (Vidal Villa, 1998)
La descolonización que supuestamente inauguraba la aparición de países “libres y soberanos”, supuso que los territorios colonizados se sumiesen en una situación de dependencia económica y política más dependiente que nunca.  En un contexto en el que el flujo de mercancías y personas traspasa todos los límites territoriales la división entre países centrales y periféricos ha llegado a su máxima expresión.
Para alcanzar el objetivo de la globalización del sistema capitalista, las potencias han entramado organismos que posibiliten la hegemonía política, económica y militar de una manera más sutil que en la época del colonialismo. Se sigue implantando la ideología colonizadora a través del pretexto de “misión civilizadora” o simplemente reafirmando su posición en las relaciones de poder actuales. La inserción de los países “subdesarrollados” en el mercado mundial tiene un formato periférico, por lo que a pesar de la riqueza de recursos naturales que puedan tener, se encuentran sumidos en una situación de pobreza absoluta.

## Regiones sujetas a neocolonialismo

### Regiones
La independencia de las colonias europeas en África fue consecuencia de muchos factores, entre ellos el deseo de los pueblos africanos de independizarse, inspirados por la independencia de la India, y el resentimiento popular contra el racismo y la desigualdad. Pero, además, las dos nuevas potencias surgidas tras la Segunda Guerra Mundial, la URSS y Estados Unidos, no habían participado en el reparto de África y querían asegurar su influencia en la zona. Las dos superpotencias financiaron los intereses independentistas y a los nuevos Estados. Trataban así de relanzar su industria de armamento, extender su ideología y obtener el control económico de la región.
Para poder alimentar, educar y modernizar a sus masas, África tomó prestadas grandes cantidades de dinero de varios países, banqueros y compañías. Gran parte de este dinero fue despilfarrado por dictadores corruptos y no revirtió en el bienestar de los pueblos; además, la deuda mermó la independencia de los Estados africanos.

### Asia
Por la conquista de Siberia y del Turquestán, Rusia llegó a ser una gran potencia asiática. El Imperio Ruso de Asia, prolongación de Rusia europea, extendíase en 1914 sobre 16 millones de kilómetros cuadrados, o sea, una y media veces la superficie de toda Europa. Era el más vasto Imperio del mundo.
La conquista de Siberia por los rusos empezó a fines del siglo XVI, pero se hizo lentamente porque los rusos debían atender el frente europeo de su Imperio y Siberia solo fue tierra de castigo o presidio inmenso, a donde fueron deportados, durante varios siglos, los desterrados políticos y los condenados de derecho común. Pero a mediados del siglo XIX y después de la Guerra de Crimea y el Tratado de París (30), los rusos volvieron de nuevo la vista al Asia.
Las partes del litoral del Pacífico ya ocupadas tenían el inconveniente de estar invadidas durante 7 u 8 meses por los hielos. De aquí que los rusos buscasen adquirir, a expensas de China, costas más meridionales. Los chinos fueron primero expulsados de la desembocadura del Amur, después, en 1858-1860, mientras China estaba en guerra con Francia e Inglaterra, obtuvo los territorios que formaron la provincia marítima. En su extremidad meridional, enfrente de Japón, crearon un puerto militar con el ambicioso nombre de Vladivostok, “El Dominador de Oriente”.
Hemos visto ya que China es el más antiguo de los Estados actualmente existentes. Es más extenso que Europa entera y la fertilidad de sus llanuras atravesadas por dos ríos enormes y las innumerables minas de sus montañas hace de ella una de las tierras más ricas del globo. Hacia 1838, según estadísticas chinas, el Imperio tenía alrededor de 350 millones de habitantes. Inmovilizados en el respeto del pasado, los chinos no tuvieron por mucho tiempo más que desprecio por las ideas nuevas y desconfianza y odio por todo lo que venía fuera de los “diablos rojos”, es decir, los europeos de tez sanguínea.

#### Neocolonialismo de origen japonés
La transformación de Japón es, por su instantaneidad, uno de los hechos más sorprendentes de la historia. Se puede decir que, en algunos años, Japón adquirió la experiencia que Occidente se demoró varios siglos en lograr.

### América
Muchos países latinoamericanos recurrieron durante la década de los setenta a créditos de bancos multinacionales o empresas privadas, de esos países que se endeudaron posteriormente su deuda privada se convirtió en deuda pública. Esto fue posible por la clase dirigente con intereses extra nacionales o por gobiernos militares impuestos desde afuera, en el caso de Latinoamérica muchos de estos gobiernos fueron impuestos por los Estados Unidos, como en la denominada Operación Cóndor. A estos países les resultó extremadamente difícil pagar la deuda externa y las potencias aprovecharon estas deudas, junto con acciones militares o intimidación sindical, para convertir a tales países en sus neocolonias, instalando bases militares, obteniendo acceso a sus recursos naturales a precios marginalmente bajos o implantando políticas que resultaran de beneficio para el país.